# Palmer Snowboards
Palmer Snowboards es una compañía de snowboard fundada en 1995 por Shaun Palmer, dedicada, principalmente, a la elaboración de tabla de snowboard y esquíes. La compañía estableció su base de fabricación en Bischofshofen, Austria, una famosa área de Salzburgo.
Durante el tiempo que Palmer lleva en el mercado del snowboard, ha introducido algunas innovaciones en la fabricación de tablas. El último ejemplo es la "Klothoid", que tiene en cuenta las fuerzas centrífugas que experimenta el snowboarder al girar con su tabla y las deformaciones que sufre la misma. Otra de las tablas-estrella de la compañía es la P-Line, una tabla todoterreno que no hace distinciones entre estilos de riding, orientada para niveles principiantes e intermedios.
El propio Palmer, campeón del mundo de snowboard y polifacético atleta, asegura que "en vez de fijarnos en nuestros competidores, nosotros hemos escuchado a la gente de las tiendas, creando fidelidad gracias a construcciones innovadoras que garantizan la máxima diversión sin problemas en la montaña. Palmer Snowboards se ha centrado en innovaciones que dan un valor real tanto a los vendedores como a los consumidores y nuestra tecnología ha sido muy difícil de copiar por nuestros competidores. Cada tabla tiene una forma y una construcción únicas destinadas a un rider específico. Es lo que nosotros llamamos 'productos especiales para tiendas especiales'".
Actualmente la compañía tiene su base en Denver, Colorado. A finales de 2007, la multinacional Head, conocida principalmente por el tenis, hizo público mediante su división, Head USA, el acuerdo por el cual se convertía en nuevo distribuidor de Palmer Snowboards.